# Carmelita Jeter
Carmelita Jeter (Los Angeles, 24 november 1979) is een Amerikaanse voormalige sprintster. Ze vertegenwoordigde de Verenigde Staten bij verschillende grote internationale wedstrijden. Ze nam eenmaal deel aan de Olympische Spelen en veroverde bij die gelegenheid zowel een gouden als een zilveren medaille. Zij maakte bovendien deel uit van het Amerikaanse team op de 4 × 100 m estafette, dat in 2012 het wereldrecord van 40,82 s op dit onderdeel vestigde en sindsdien in handen heeft. 

## Biografie
Jeter werd in 2007 derde bij de Amerikaanse selectiewedstrijden en pakte hiermee als laatste Amerikaanse haar ticket naar Osaka. Op 27 augustus 2007 liep ze een formidabele 100 meterfinale op de wereldkampioenschappen in de Japanse stad. Ze liep in 11,02 s naar een bronzen plak achter de Jamaicaanse Veronica Campbell (goud) en haar landgenote en tevens de grootste favoriete voor de overwinning Lauryn Williams (zilver). Bij de wereldatletiekfinale in Stuttgart later dat jaar won ze de 100 m in 11,10. Het jaar erop behaalde ze bij dit evenement een vierde plaats op de 100 m en een vijfde plaats op de 200 m.
In 2009 behaalde Jeter haar eerste titel door de 100 m te winnen bij de Amerikaanse kampioenschappen. Bij de WK in Berlijn later dat jaar veroverde ze een bronzen medaille. Met een tijd van 10,90 eindigde ze achter de Jamaicaanse atletes Shelly-Ann Fraser (goud; 10,73) en Kerron Stewart (zilver; 10,75). Met 10,64 bij de Shanghai Golden Grand Prix liep ze de op één na beste wereldtijd van dat jaar.
Het jaar 2010 begon Carmelita Jeter door zilver te winnen bij de wereldindoorkampioenschappen in het Qatarese Doha. Een jaar later werd ze tijdens de WK in Daegu wereldkampioene op zowel de 100 m als de 4 × 100 m estafette. Het was Veronica Campbell die voorkwam, dat zij in Daegu op de 200 m naar haar derde gouden medaille snelde. Nu werd zij achter de Jamaicaanse (goud in 22,22) tweede in 22,37.
Jeter zette in 2017 een punt achter haar atletiekloopbaan, nadat een blessure haar had verhinderd om deel te nemen aan de Olympische Spelen van 2016.
Jeter woont in Long Beach en was aangesloten bij atletiekvereniging South Bay Track Club.

## Titels
- Olympisch kampioene 4 × 100 m - 2012
- Wereldkampioene 100 m - 2011
- Wereldkampioene 4 × 100 m estafette - 2011
- Amerikaans kampioene 100 m - 2009, 2011, 2012
- Amerikaans indoorkampioene 60 m - 2010

## Persoonlijke records
Outdoor
| Onderdeel | Prestatie | Datum             | Plaats   |
| --------- | --------- | ----------------- | -------- |
| 100 m     | 10,64 s   | 20 september 2009 | Shanghai |
| 200 m     | 22,11 s   | 30 juni 2012      | Eugene   |
| 300 m     | 37,52 s   | 23 maart 2013     | Pasadena |

Indoor
| Onderdeel | Prestatie | Datum            | Plaats      |
| --------- | --------- | ---------------- | ----------- |
| 55 m      | 6,84 s    | 21 januari 2008  | Fresno      |
| 60 m      | 7,02 s    | 28 februari 2010 | Albuquerque |

## Palmares

### 60 m
- 2010:  Amerikaanse indoorkamp. - 7,02 s
- 2010:  WK indoor - 7,05 s (na DQ Jones-Ferrette)

### 100 m
Kampioenschappen
- 2007:  WK - 11,02 s
- 2007:  Wereldatletiekfinale - 11,10 s
- 2008: 4e Wereldatletiekfinale - 11,21 s
- 2009:  Amerikaanse kamp. - 10,78 s (RW)
- 2009:  WK - 10,90 s
- 2009:  Wereldatletiekfinale - 10,67 s
- 2011:  Amerikaanse kamp. - 10,74 s (RW)
- 2011:  WK - 10,90 s
- 2012:  Amerikaanse kamp. - 10,92 s
- 2012:  OS - 10,78 s
- 2013:  WK - 10,94 s

Golden League-overwinningen
- 2007: ISTAF – 11,15 s
- 2009: Weltklasse Zürich – 10,86 s
- 2009: Memorial Van Damme – 10,88 s

Diamond League-overwinningen
- 2010:  Eindzege Diamond League
- 2010: Shanghai Golden Grand Prix – 11,09 s
- 2010: Athletissima – 10,99 s
- 2010: British Grand Prix – 10,95 s
- 2010: Herculis – 10,82 s
- 2011:  Eindzege Diamond League
- 2011: Prefontaine Classic – 10,70 s
- 2011: DN Galan – 11,15 s
- 2011: Aviva London Grand Prix – 10,93 s
- 2011: Memorial Van Damme – 10,78 s
- 2012: Athletissima – 10,86 s
- 2012: Birmingham Grand Prix – 10,81 s
- 2012:  Weltklasse Zürich – 10,97 s

### 200 m
Kampioenschappen
- 2008: 5e Wereldatletiekfinale - 22,98 s
- 2011:  WK - 22,37 s
- 2012:  OS - 22,14 s

Golden League-podiumplekken
- 2008:  Meeting Gaz de France – 22,58 s

Diamond League-podiumplekken
- 2010:  Bislett Games – 22,54 s
- 2011:  Eindzege Diamond League
- 2011:  British Grand Prix – 22,62 s
- 2011:  Herculis – 22,20 s
- 2011:  Weltklasse Zürich – 22,27 s

### 4 × 100 m estafette
- 2007:  WK - 41,98 s[2]
- 2011:  WK - 41,56 s
- 2012:  OS – 40,82 s (WR)
- 2015:  World Athletics Relays in Nassau - 42,32 s

## Onderscheidingen
- Jesse Owens Award - 2011

1928: Rosenfeld, Smith, Bell, Cook ·
1932: Carew, Furtsch, Rogers, Von Bremen ·
1936: Bland, Rogers, Robinson, Stephens ·
1948: Stad-de Jong, Witziers-Timmer, van der Kade-Koudijs, Blankers-Koen ·
1952: Faggs, Jones, Moreau, Hardy ·
1956: Strickland, Croker, Mellor, Cuthbert ·
1960: Hudson, Williams, Jones, Rudolph ·
1964: Ciepły, Kirszenstein, Górecka, Kłobukowska ·
1968: Ferrell, Bailes, Netter, Tyus ·
1972: Krause, Mickler-Becker, Richter, Rosendahl ·
1976: Oelsner, Stecher, Bodendorf, Eckert ·
1980: Müller, Wöckel, Auerswald, Göhr ·
1984: Brown, Bolden, Cheeseborough, Ashford ·
1988: Brown, Echols, Griffith-Joyner, Ashford ·
1992: Ashford, Jones, Guidry, Torrence ·
1996: Devers, Miller, Gaines, Torrence ·
2000: Fynes, Sturrup, Davis, Ferguson ·
2004: Lawrence, Simpson, Bailey, Campbell ·
2008: Borlée, Mariën, Ouédraogo, Gevaert ·
2012: Madison, Felix, Knight, Jeter ·
2016: Madison, Felix, Gardner, Bowie ·
2020: Williams, Thompson-Herah, Fraser-Pryce, Jackson ·
2024: Jefferson, Terry, Thomas, Richardson
1983 Marlies Göhr ·
1987 Silke Gladisch ·
1991 Katrin Krabbe ·
1993 Gail Devers ·
1995 Gwen Torrence ·
1997 Marion Jones ·
1999 Marion Jones ·
2001 Zjanna Block ·
2003 Torri Edwards ·
2005 Lauryn Williams ·
2007 Veronica Campbell-Brown ·
2009 Shelly-Ann Fraser-Pryce ·
2011 Carmelita Jeter ·
2013 Shelly-Ann Fraser-Pryce ·
2015 Shelly-Ann Fraser-Pryce ·
2017 Tori Bowie ·
2019 Shelly-Ann Fraser-Pryce · 
2022 Shelly-Ann Fraser-Pryce · 
2023 Sha'Carri Richardson
1983 Gladisch, Koch, Auerswald, Göhr · 
1987 Brown, Williams, Griffith-Joyner, Marshall · 
1991 Duhaney, Cuthbert, McDonald, Ottey · 
1993 Bogoslovskaja, Maltsjoegina, Voronova, Privalova · 
1995 Mondie-Milner, Guidry-White, Gaines, Torrence · 
1997 Gaines, Jones, Miller, Devers · 
1999 Fynes, Sturrup, Davis-Thompson, Ferguson · 
2001 Paschke, G. Rockmeier, B. Rockmeier, Wagner · 
2003 Girard, Hurtis-Houairi, Félix, Arron · 
2005 Daigle, Lee, Barber, Williams · 
2007 Williams, Felix, Barber, Edwards · 
2009 Facey, Fraser, Bailey, Stewart · 
2011 Knight, Felix, Myers, Jeter · 
2013 Russell, Stewart, Calvert, Fraser-Pryce · 
2015 Campbell-Brown, Morrison, Thompson, Fraser-Pryce · 
2017 Brown, Felix, Akinosun, Bowie · 
2019 Whyte, Fraser-Pryce, Smith, Jackson · 
2022 Jefferson, Steiner, Prandini, Terry · 
2023 Davis, Terry, Thomas, Richardson